# 不是为了爱情
不是为了爱情是由峨眉电影制片厂于1980年摄制的故事片。

## 情节介绍
电影以天安门广场上的四五运动为背景。
美丽的魏娜和普大海是一对幸福的恋人。

## 主要角色
- 韩　玉：李世玺 饰
- 魏　娜：裴兰·尼克莱达（Nicoletta Peyran） 饰
- 普大海：颜世魁 饰

## 其他人员
- 摄像：李大贵
- 美术：夏正秋